# ساريغو
ساريغو (بالإيطالية: Sarego)‏ هي بلدية في مقاطعة فشنزة في منطقة فنيتة، شمال إيطاليا.